# Corinna modesta
Corinna modesta är en spindelart som beskrevs av Banks 1909. Corinna modesta ingår i släktet Corinna och familjen flinkspindlar.
Artens utbredningsområde är Costa Rica. Inga underarter finns listade i Catalogue of Life.